# Miłosław Kołodziejczyk
Miłosław Jan Kołodziejczyk (ur. 23 czerwca 1928 w Sułoszowej, zm. 3 marca 1994 w Częstochowie) – polski duchowny rzymskokatolicki, doktor nauk teologicznych, biskup pomocniczy częstochowski w latach 1978–1994.

## Życiorys
Maturę zdał w Sosnowcu. Na prezbitera został wyświęcony 29 czerwca 1952 przez biskupa Stanisława Czajkę po ukończeniu Częstochowskiego Seminarium Duchownego w Krakowie. W 1956 uzyskał licencjat z teologii, a następnie został powołany na stanowisko profesora w Częstochowskim Seminarium Duchownym. Pełnił funkcję sekretarza, prefekta studiów i wychowawcy w tym seminarium. W 1967 uzyskał doktorat z teologii dogmatycznej. 14 sierpnia 1974 został powołany na stanowisko rektora Częstochowskiego Seminarium Duchownego w Krakowie.
5 grudnia 1978 został mianowany biskupem pomocniczym diecezji częstochowskiej i biskupem tytularnym Avissy. Sakrę biskupią przyjął 31 grudnia 1978 z rąk biskupa Stefana Bareły. Jako dewizę biskupią przyjął słowa „Sub Tuum Praesidium” (Pod Twoją obronę). Był członkiem Komisji Episkopatu ds. Apostolstwa Świeckich i opiekunem Krajowego Duszpasterstwa Nauczycieli i Wychowawców.
Pochowany został w dolnej kaplicy kościoła Przemienienia Pańskiego na cmentarzu Kule w Częstochowie. W telegramie kondolencyjnym do arcybiskupa częstochowskiego Stanisława Nowaka papież Jan Paweł II napisał: „Odszedł po wieczna nagrodę gorliwy Pasterz, miłujący Kościół i całkowicie oddany Ludowi Bożemu”.